# Senscheid
Senscheid là một đô thị thuộc huyện Ahrweiler, bang Rheinland-Pfalz, phía tây nước Đức. Đô thị Senscheid có diện tích 4,27 km², dân số thời điểm ngày 31 tháng 12 năm 2006 là 104 người.